# ريتشارد لوكه
ريتشارد لوكه (بالألمانية: Richard Lucae) (و. 1829 – 1877 م) هو مهندس معماري من ألمانيا . ولد في برلين .
توفي في برلين .

## أعمال بارزة
من أهم أعماله:
- Alte Oper
- Borsig Palace.